# Swisscom Blue TV
Swisscom Blue TV ou Blue TV (anciennement Bluewin TV, puis Swisscom TV) est le service de télévision IPTV de Swisscom.

## Description
Il permet de recevoir plus d'une centaine de chaînes sur la ligne téléphonique avec une connexion VDSL ou sur la fibre optique avec une connexion FTTH. Swisscom Blue TV étant disponible en Suisse à l'échelle nationale, les abonnés peuvent choisir leur pack linguistique proposant un supplément de chaînes dans leur langue (Top Français+, Top Deutsch+ ou Top Italiano+) ce qui permet d'avoir une offre relativement équilibrée entre les diverses régions.
Swisscom propose plusieurs films en vidéo à la demande (VOD) ainsi que l'achat de divers évènements sportifs, parfois en exclusivité.
Quelques exemples :
- Football : Super League, Ligue des champions, Bundesliga